# جیرجیرک

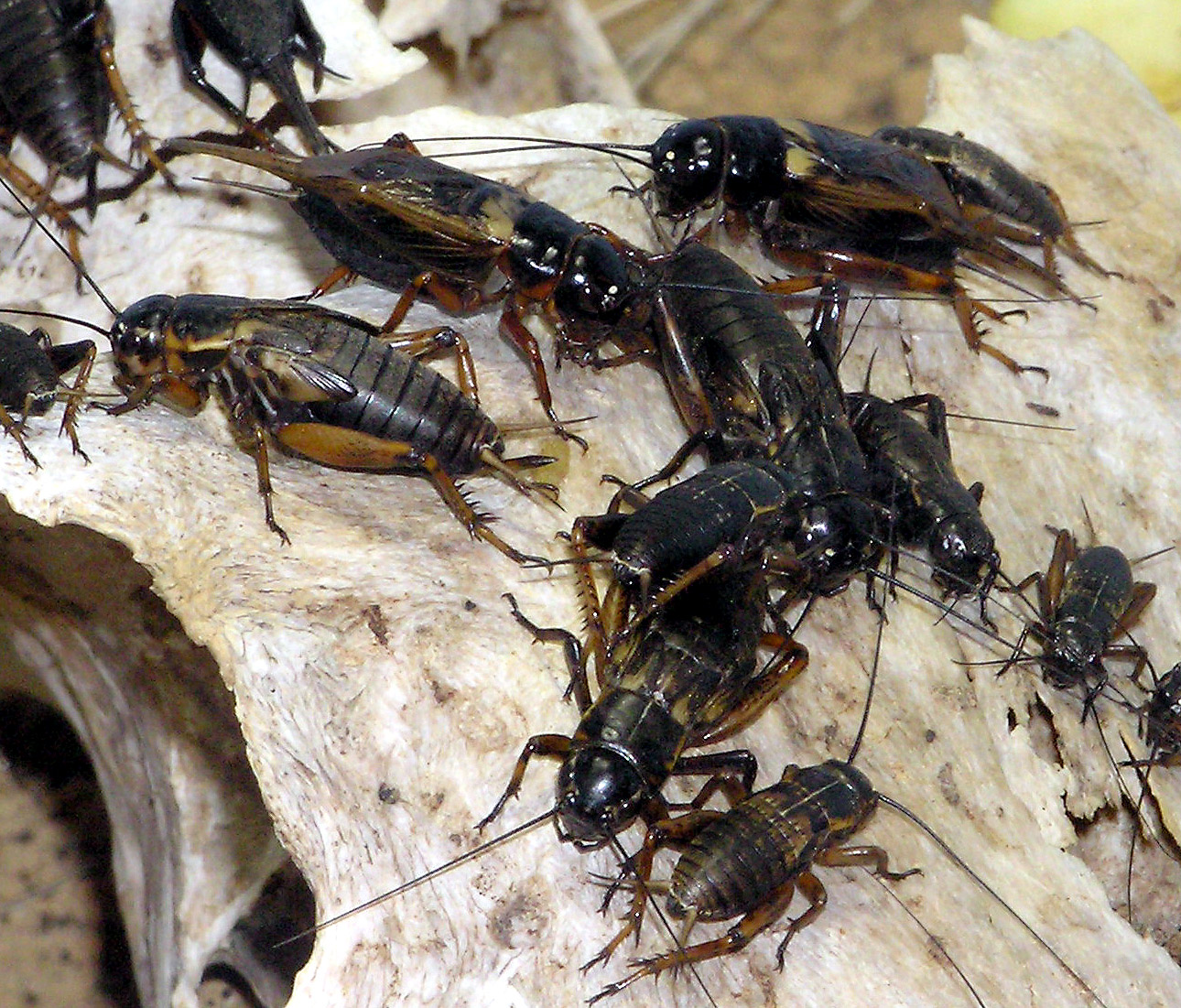
جیرجیرک صحرایی آفریقایی، Gryllus bimaculatus

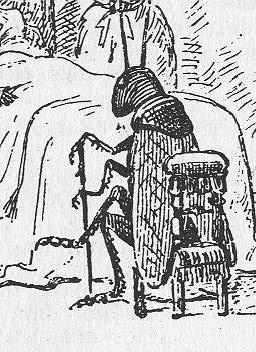
Il Grillo Parlante (جیرجیرک سخنگو) که توسط انریکو مازانتی برای کتاب کودکان کارلو کولودی در سال 1883 "Le avventure di Pinocchio" (ماجراهای پینوکیو) تصویر شده‌است.

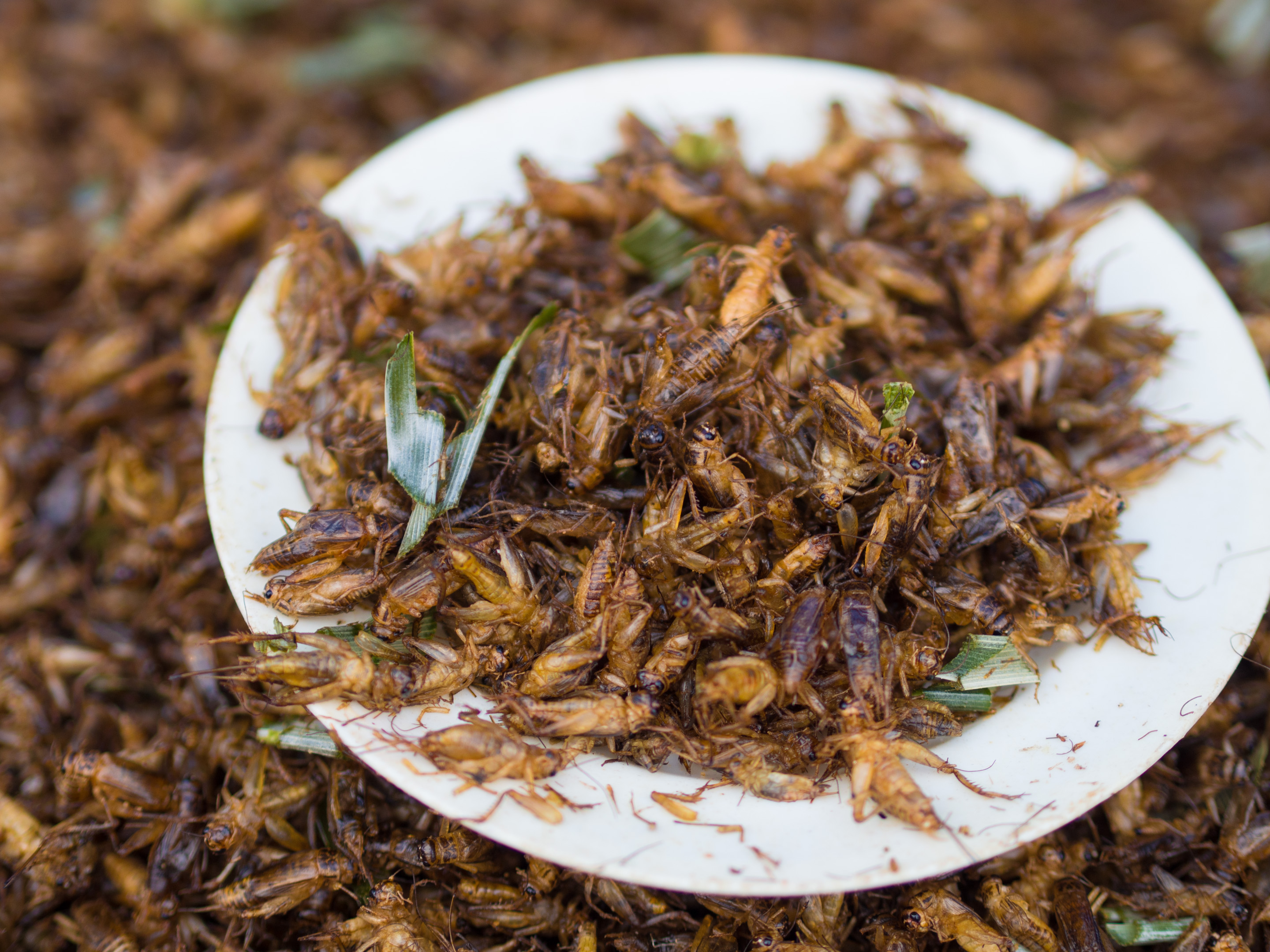
جیرجیرک‌های خانگی سرخ‌شده (Acheta domesticus) در بازاری در تایلند

جیرجیرک‌ها (به انگلیسی: Cricket) حشرات راست‌بالی هستند که مربوط به جیرجیرک‌های بیشه و از آن دورتر به ملخ‌ها می‌باشند. در ادبیات قدیمی‌تر، مانند Imms , «جیرجیرک» در سطح خانواده قرار داده شد (یعنی جیرجیرکان Gryllidae)، اما مقامات معاصر از جمله Otte اکنون آنها را در بالاخانواده جیرجیرک‌واران Grylloidea قرار می‌دهند. این کلمه به صورت ترکیبی برای توصیف گونه‌های مرتبط دورتر در زیرمجموعه شمشیرک‌داران، مانند شاه‌جیرجیرک و آبدزدک استفاده شده‌است.
جیرجیرک‌ها عمدتاً بدن استوانه‌ای‌شکل، سرهای گرد و شاخکهای بلند دارند. پشت سر یک پیش‌سینه صاف و محکم قرار دارد. شکم به یک جفت سرسی بلند ختم می‌شود. ماده‌ها یک تخم‌ریز استوانه‌ای بلند دارند. ویژگی‌های تشخیصی شامل پاهایی سه قسمتی است. مانند بسیاری از راست‌بالان، پاهای عقب دارای استخوان ران بزرگ شده‌است که توان پرش را فراهم می‌کند. بال‌های جلویی به صورت بال‌پوش سخت و چرمی سازگاری یافته‌اند و برخی جیرجیرک‌ها با مالش قسمت‌هایی از آن‌ها به هم جیرجیر می‌کنند. بال‌های عقبی غشایی هستند و زمانی که برای پرواز استفاده نمی‌شوند، تا می‌شوند. با این حال، بسیاری از گونه‌ها بدون پرواز هستند. بزرگ‌ترین اعضای خانواده جیرجیرک‌های گاو نر، Brachytrupes هستند که تا ۵ سانتیمتر (۲ اینچ) طول دارد.
جیرجیرک‌ها در سراسر جهان به جز در عرض‌های جغرافیایی ۵۵ درجه یا بالاتر پراکنش می‌شوند که بیشترین تنوع در مناطق استوایی است. آنها در زیستگاه‌های مختلف از علفزار، بوته‌ها و جنگل‌ها گرفته تا باتلاق‌ها، سواحل و غارها وجود دارند. جیرجیرک‌ها عمدتاً شب‌زی هستند و بیشتر به خاطر آواز بلند، مداوم و غوغای نرها که سعی در جذب ماده‌ها دارند، شناخته می‌شوند، اگرچه برخی از گونه‌ها بی‌صدا هستند. گونه‌های آوازخوان از طریق تمپانا روی ساق پاهای جلویی شنوایی خوبی دارند.
جیرجیرک اغلب به عنوان شخصیت در ادبیات ظاهر می‌شود. جیرجیرک سخنگو در کتاب کودکان کارلو کلودی در سال ۱۸۸۳، ماجراهای پینوکیو، و در فیلم‌هایی که بر اساس این کتاب ساخته شده‌اند، حضور دارد. این حشره در فیلم چارلز دیکنز در سال ۱۸۴۵ به نام جیرجیرک روی آتش و جیرجیرک در سال ۱۹۶۰ جورج سلدن در میدان تایمز نقش اساسی دارد. جیرجیرک در اشعاری از ویلیام وردزورث، جان کیتس و دو فو جشن گرفته می‌شود. آنها به عنوان حیوان خانگی در کشورهایی از چین گرفته تا اروپا نگهداری می‌شوند، گاهی برای مبارزه با جیرجیرک. جیرجیرک‌ها در تبدیل غذای خود به توده بدن کارآمد هستند و آنها را نامزد تولید غذا می‌کنند. آنها به عنوان غذای انسان در جنوب شرق آسیا مورد استفاده قرار می‌گیرند، جایی که در بازارها به عنوان تنقلات به صورت سرخ‌شده فروخته می‌شوند. آنها همچنین برای تغذیه حیوانات خانگی گوشت‌خوار و حیوانات باغ وحش استفاده می‌شوند. در فولکلور برزیل، جیرجیرک به عنوان نشانه رویدادهای مختلف است.
جیرجیرک‌ها حشرات کوچک تا متوسطی هستند که بدنشان عمدتاً استوانه‌ای‌شکل و تا حدودی عمودی صاف است. سر کروی با شاخک‌های بلند و باریک است که از مناظر مخروطی‌شکل (قطعات اول) ناشی می‌شود و دقیقاً در پشت این دو چشم مرکب بزرگ قرار دارد. روی پیشانی سه چشم ساده وجود دارد. پیش‌سینه (بخش اول قفسه سینه) به شکل ذوزنقه، قوی و به خوبی اسکلروتین شده‌است. صاف است و نه تیغه پشتی و نه جانبی (برآمدگی) دارد.

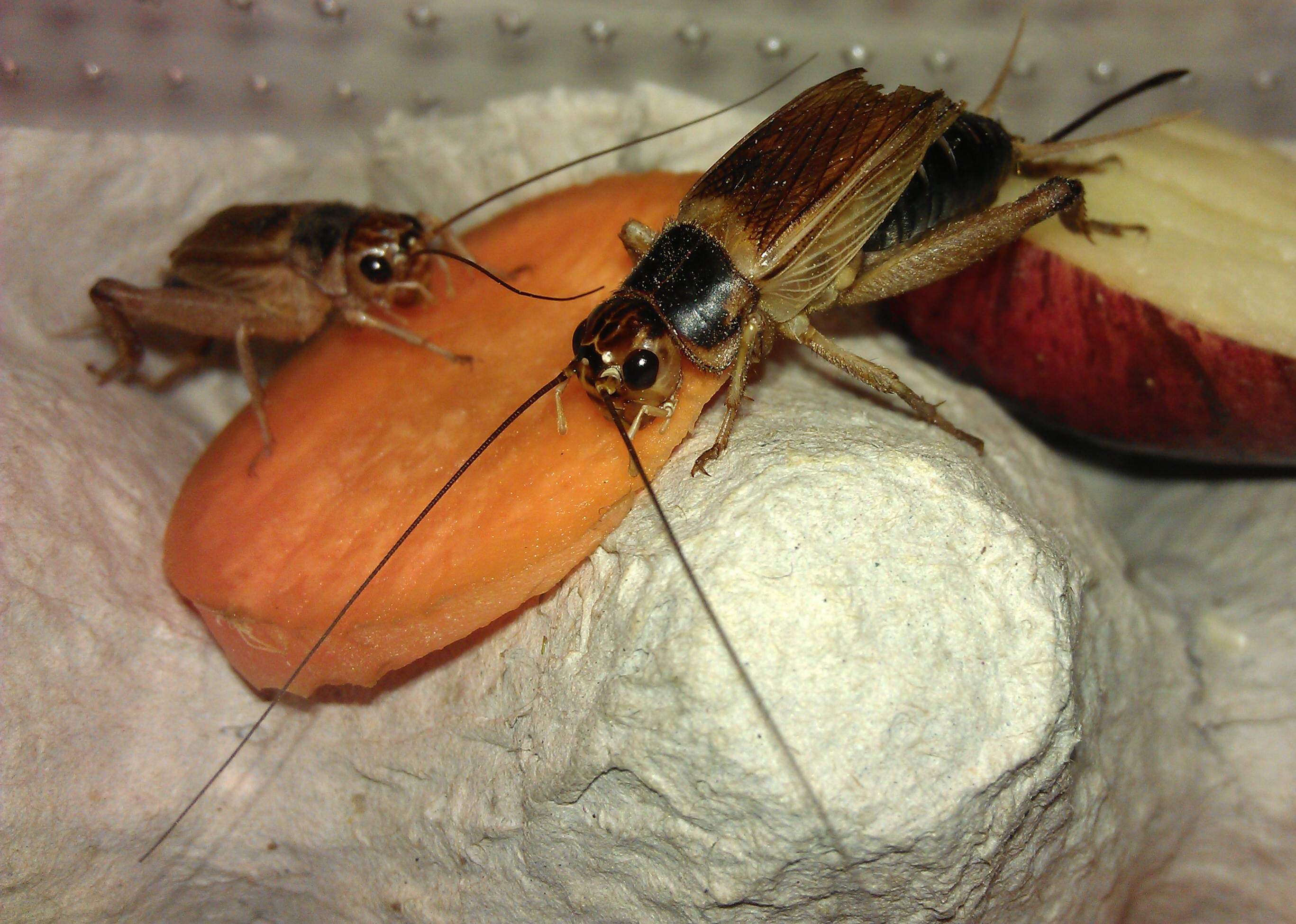
دو جیرجیرک اهلی بالغ، Acheta domesticus، از هویج تغذیه می‌کنند

سنین مختلف گریلوس آسیمیلیس، اثر رابرت ایوانز اسنودگراس، ۱۹۳۰

## خانواده‌های «جیرجیرک»
چندین خانواده و گونه‌های دیگر در شمشیرک‌داران ممکن است «جیرجیرک» نامیده شوند، از جمله:
در Grylloidea

- Gryllidae - «جیرجیرک‌های راستین»
- Mogoplistidae – جیرجیرک پولک‌دار؛
- Phalangopsidae - «جیرجیرک عنکبوتی» و وابستگان آنها.
- Trigonidiidae - جیرجیرک دم‌شمشیری و جیرجیرک چوبی یا زمینی.
- خانواده‌های دیگر در زیرراسته Gryllidea ممکن است شامل شوند:
  - Gryllotalpidae – آبدزدک‌ها
  - Myrmecophilidae – جیرجیرک مورچه‌ای.

اکیداً، گونه‌های موجود در فروراسته Tettigoniidea و دیگر بالاخانواده‌ها مستثنی هستند.